# Bos (zoologia)
Bos Linnaeus, 1758 è un genere appartenente alla famiglia Bovidae, che include la gran parte dei grossi bovini asiatici, con una sola specie europea. Una specie si trova anche allo stato domestico.

## Tassonomia
Di seguito l'elenco delle specie e sottospecie riconosciute:
- Bos frontalis (Gayal)
- Bos gaurus (Gaur)
- Bos grunniens (Yak)
- Bos mutus (Yak selvatico)
- Bos javanicus (Banteng)
  - B. j. javanicus
  - B. j. lowi
- †Bos primigenius (Uro)
  - †B. p. primigenius
  - †B. p. namadicus
  - †B. p. mauretanicus
- †Bos sauveli (Kouprey)
- Bos taurus (Bovino domestico)
  - B. t. taurus
  - B. t. indicus (Zebù)

Secondo recenti test sul DNA nucleare-ribosomale il genere Bos è parafiletico rispetto al genere Bison e deve essere unito con quest'ultimo.